# Râul Mărcușa
Râul Mărcușa este unul din brațele care formează râului Cernat. 